# Zona Autônoma Temporária
Zona Autônoma Temporária conhecido por sua sigla T.A.Z. (do inglês Temporary Autonomous Zone) é um dos livros mais notórios escritos por Hakim Bey (pseudônimo de Peter Lamborn Wilson) em 1985. O livro original no inglês está registrado como copyleft.

## Temas
O livro descreve a tática sócio-política de criar espaços temporários que escapam às estruturas formais de controle. O ensaio usa vários exemplos da história e da filosofia, todos os quais sugerem que a melhor maneira de criar um sistema não hierárquico de relações sociais é concentrar-se no presente e libertar a própria mente dos mecanismos de controle que lhe foram impostos.
Na formação de uma zona autônoma temporária, Bey argumenta, a informação se torna uma ferramenta-chave que se infiltra nas brechas dos procedimentos formais. É criado um novo território do momento que está na linha de fronteira das regiões estabelecidas. Qualquer tentativa de permanência que vá além do momento se deteriora para um sistema estruturado que inevitavelmente sufoca a criatividade individual. É essa chance de criatividade que é o verdadeiro empoderamento.
Bey posteriormente expandiu o conceito além do "temporário", dizendo: "Tivemos que considerar o fato de que nem todas as zonas autônomas existentes são 'temporárias'. Algumas são... mais ou menos 'permanentes'." Portanto, o conceito de zona autônoma permanente.

## Resumo

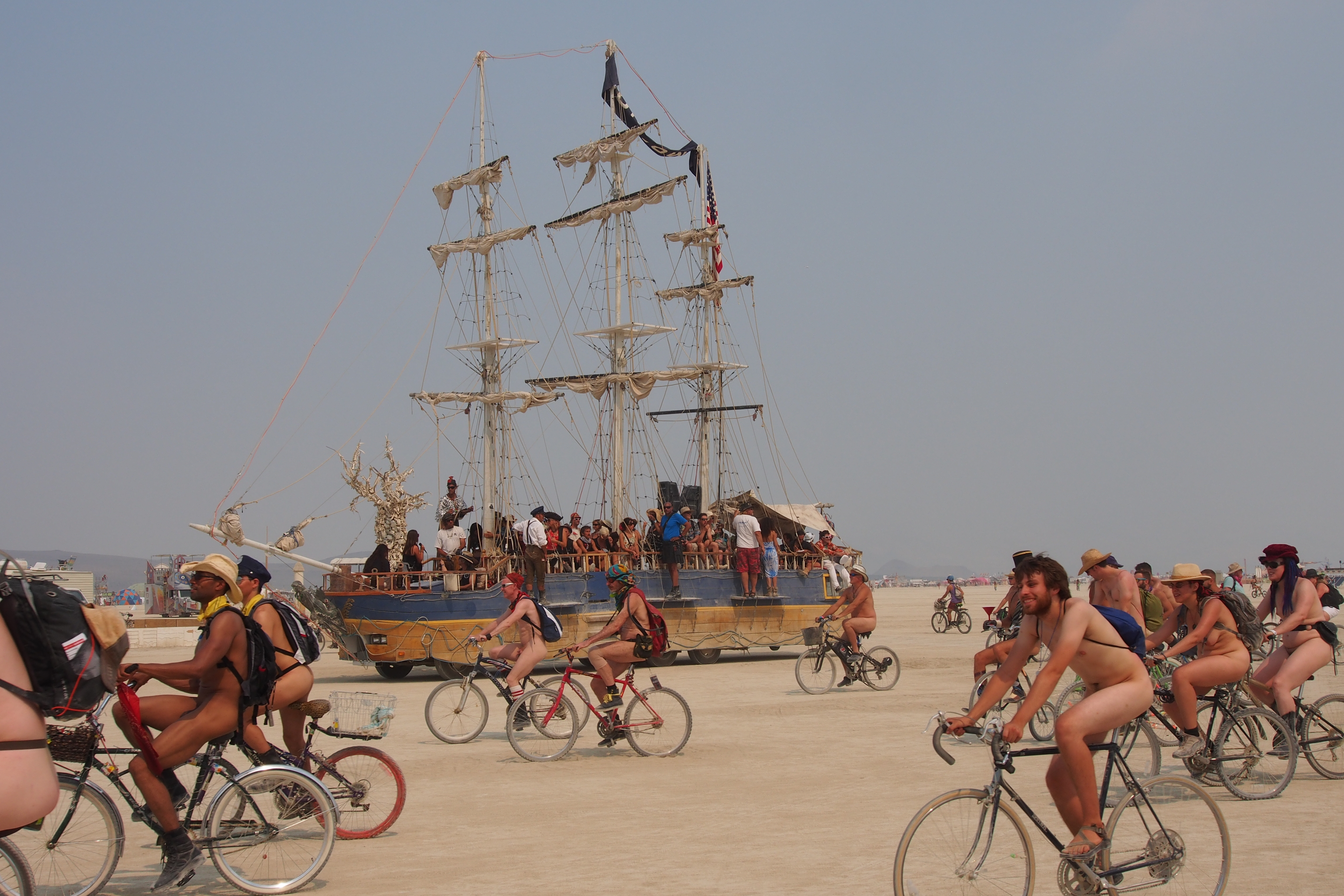
Evento Burning Man (Estados Unidos), exemplo de zona temporalmente autônoma.

A ideia sobre uma Zona Autônoma Temporária é de como um grupo, um Bando, uma coagulação voluntária de pessoas afins hierarquizadas podem maximizar a liberdade por eles mesmos numa sociedade atual, formando redes independentes de convívio e comunicações, ocultos ao Estado, eludindo assim as estruturas formais de controle. Em linhas gerais é uma organização para o desenvolvimento de atividades comuns, sem controle de hierarquias opressivas. Para Hakim Bey, uma TAZ é uma aglutinação de pessoas que se encontra em tamanha complexidade que se pode dizer que toda uma sociedade está dentro da TAZ.
Embora Hakim Bey escreva um livro inteiro sobre TAZ, não é seu intuito definir e fixar formas, ou padrões de como seria uma destas zonas. O máximo que faz é circundar o assunto, lançando algumas explicações gerais. O que chamamos de TAZ desenvolve-se como um levante, algo excepcional na história, que, conquanto muitos classificarem como algo que fracassou, eleva o grau de intensidade da vida e da consciência, no qual durante um tempo em um determinado local proporcionou um espaço de convívio harmonioso e não repressivo.
Hakim Bey tem como o principal tema para base de suas ideias, os enclaves e pequenas sociedades organizadas por piratas, ao abordar sobre essas organizações o autor coloca no primeiro capítulo que:
"OS PIRATAS E CORSÁRIOS do século XVIII montaram uma "rede de informações" que se estendia sobre o globo. Mesmo sendo primitiva e voltada basicamente para negócios cruéis, a rede funcionava de forma admirável. Era formada por ilhas, esconderijos remotos onde os navios podiam ser abastecidos com água e comida, e os resultados das pilhagens eram trocados por artigos de luxo e de necessidade. Algumas dessas ilhas hospedavam "comunidades intencionais", mini-sociedades que conscientemente viviam fora da lei e estavam determinadas a continuar assim, ainda que por uma temporada curta, mas alegre.
Há alguns anos, vasculhei uma grande quantidade de fontes secundárias sobre pirataria esperando encontrar algum estudo sobre esses enclaves - mas parecia que nenhum historiador ainda os havia considerado merecedores de análise. (William Burroughs mencionou o assunto, assim como o anarquista britânico Larry Law - mas nenhuma pesquisa sistemática foi levada adiante.) Fui então em busca das fontes primárias e construí minha própria teoria, da qual discutiremos alguns aspectos neste ensaio. Eu chamei esses assentamentos de Utopias Piratas.
Recentemente, Bruce Sterling, um dos principais expoentes da ficção cientifica cyberpunk, publicou um romance ambientado num futuro próximo e tendo como base o pressuposto de que a decadência dos sistemas políticos vai gerar uma proliferação de experiências comunitárias descentralizadas: corporações gigantescas mantidas por seus funcionários, enclaves independentes dedicados à "pirataria de dados", enclaves verdes e social-democratas, enclaves de Trabalho-Zero, zonas anarquistas liberadas etc. A economia de informação que sustenta esta diversidade é chamada de Rede. Os enclaves (e o título do livro) são Ilhas na Rede.
Os Assassinos medievais fundaram um "Estado" que consistia de uma rede de remotos castelos em vales montanhosos, separados entre si por milhares de quilômetros, estrategicamente invulneráveis a qualquer invasão, conectados por um fluxo de informações conduzidas por agentes secretos, em guerra com todos os governos, e dedicado apenas ao saber. A tecnologia moderna, culminando no satélite espião, reduz esse tipo de autonomia a um sonho romântico. Chega de ilhas piratas! No futuro, essa mesma tecnologia - livre de todo controle político - pode tornar possível um mundo inteiro de zonas autônomas. Mas, por enquanto, o conceito continua sendo apenas ficção científica - pura especulação.
Estamos nós, que vivemos no presente, condenados a nunca experimentar a autonomia, nunca pisarmos, nem que seja por um momento sequer, num pedaço de terra governado apenas pela liberdade? Estamos reduzidos a sentir nostalgia pelo passado, ou pelo futuro? Devemos esperar até que o mundo inteiro esteja livre do controle político para que pelo menos um de nós possa afirmar que sabe o que é ser livre? Tanto a lógica quanto a emoção condenam tal suposição. A razão diz que o indivíduo não pode lutar por aquilo que não conhece. E o coração revolta-se diante de um universo tão cruel a ponto de cometer tais injustiças justamente com a nossa, dentre todas as gerações da humanidade.
Dizer "só serei livre quando todos os seres humanos (ou todas as criaturas sensíveis) forem livres", é simplesmente enfurnar-se numa espécie de estupor de nirvana, abdicar da nossa própria humanidade, definirmo-nos como fracassados.
Acredito que, dando consequência ao que aprendemos com histórias sobre "ilhas na rede", tanto do passado quanto do futuro, possamos coletar evidências suficientes para sugerir que um certo tipo de "enclave livre" não é apenas possível nos dias de hoje, mas é também real. Toda minha pesquisa e minhas especulações cristalizaram-se em torno do conceito de ZONA AUTÔNOMA TEMPORÁRIA (daqui por diante abreviada por TAZ). Apesar de sua força sintetizadora para o meu próprio pensamento, não pretendo, no entanto, que a TAZ seja percebida como algo mais do que um ensaio ("uma tentativa"), uma sugestão, quase que uma fantasia poética. Apesar do ocasional excesso de entusiasmo da minha linguagem, não estou tentando construir dogmas políticos. Na verdade, deliberadamente procurei não definir o que é a TAZ - circundo o assunto, lançando alguns fachos exploratórios. No final, a TAZ é quase auto-explicativa. Se o termo entrasse em uso seria compreendido sem dificuldades... compreendido em ação."
Críticas a revolução
O autor ao especular a ideia e prática da "Revolução!"- cujos exemplos históricos mostram que, por mais nobres que sejam as causas, os aparelhos contra-revolucionários, esses mais fortes e prevenidos, acabam agindo com uma opressão ainda mais forte, gerando o fracasso da revolução e formando um governo ainda mais repressivo. Visar à liberdade de todos serviu, por muitas vezes, como máscara de interesses particulares e opressores.
Por tais características, a TAZ se assemelha muito ao comunalismo intencional e ao comunalismo libertário, chamados por Kenneth Rexroth, simplesmente, de comunalismo.

## Impactos culturais
O álbum Transmutation (Mutatis Mutandis) de Praxis, de 1992, traz citações de TAZ em seu encarte.
Bill Laswell produziu um álbum com Hakim Bey lendo trechos de TAZ com música de Material apresentando Wu Man, Nicky Skopelitis e Buckethead. Foi lançado pela Axiom em 1994. As seis faixas foram "Chaos", "Poetic Terrorism" e "Amour Fou" (todas de "Chaos: The Broadsheets of Ontological Anarchism"), "Immediatism" e "The Tong" (ambas do livro Immediatism) e "Boycott Cop Culture " (de "Communiques of the Association for Ontological Anarchy").
O verso de Bey "arte como crime; crime como arte" de "Poetic Terrorism" foi sampleado por Negativland na canção "Downloading" do seu álbum No Business.
Com padrão lírico e assunto semelhante a The Wild Party, o ciclo de três canções de "Just the Best Party", "Go WIth It Girl" e "The Naughty Little Rat Makes New Friends" no album de 2002 de The World/Inferno Friendship Society Just the Best Party detalha uma história de amor e perda de dentro de uma zona autônoma temporária. O compromisso vocal do vocalista Jack Terricloth com a filosofia anarquista nas letras da banda torna mais clara a referência ao conceito de Hakim Bey.
O título do nono álbum da banda de rock espanhola Los Planetas deve o seu nome ao título espanhol de TAZ Zona temporalmente autónoma (El Ejército Rojo - El Volcán Música, 2017).

## Implementação
O conceito de TAZ foi colocado em prática em larga escala pela Cacophony Society no que chamou de Trips to the Zone, ou Zone Trips. Seu cofundador John Law, também cofundador da Black Rock City, agora chamado de Burning Man Festival.